# Дарго (Дагестан)
Дарго (дарг. Дарга, Даркква) или Даргиния — наименование этнотерриториальной области исторического расселения даргинцев в центральной части нагорного, частично горного и равнинного Дагестана.

## История
П. К. Услар замечает, что слово «Даргва» – общее название для нескольких бывших областей даргинцев, таких как: Акуша-Дарго, Уцми-Дарго, Каба-Дарго, Буркун-Дарго и т. д. Р. Магомедов писал что «Дарго»,«Даргиния» – это территориально-федеративное объединение группы соседних "хуреба", возникшее на основе более ранней этнической общности, но на более высокой ступени.

### Упоминания
Первым упоминанием более похожим на Дарга или Дарго, историки считают замечание Аль-Гарнати (XII в.) о владении "Дархах".
Название области «Дарга» впервые приводится в XIV в. в надписи на полях арабской рукописи, повествующей о нашествии Тимура на селения Дарго. 

«797 год - дата прихода Тимур-ленга со своей громадной силой в селения (карйат) Дарга, разрушения селения Муги (Муха) и гибели в сражении его жителей (ахл) - юношей, детей, стариков. Пропали все надежды на спасение из-за этих интриганов, но тут пришла к нам помощь из вокруг лежащих селений: из Аварии и Кумуха (Авар и Гумик) и мы освободились от того великого несчастья». 

С XV в. Дарга, упоминается в записях на полях уже на даргинском языке. Так в одной из рукописей арабской книги под названием «Халл-ал-Идшаз» Таджутдина Мухаммед ал Керамани, переписанной в 1612 г. жителем села Акуша, Гаджи Махмудом, сохранилась запись, где сказано: 
«Переписал эту книгу Гаджи-Махмуд, сын Магомеда по прозвищу кадий ал (аср) (кадий эпохи) в 1021 г. во время борьбы шиитов (персов) и еретиков (хариджитов), и Юсуп-хана (правитель Шабрана), поставленный персидским шахом Аббасом I в 1609 г., с Дарго, Сирга и Атразом, и в итоге победило Дарго над Юсуп-ханом и злодеями, и из войско было убито 2000 вооруженных воинов».
С XVII века правитель Кайтагского Уцмийства, Рустам-хан вводит на своих землях свод заповедных законов - этот свод написан на местном диалекте даргинского языка аджамом. В нем часто упоминается такое наименование области как «Дарго».

Вот одна из таких цитат: 

«Пусть в нашем Дарго не будет человека, который будет говорить, что он не согласен с тем, что записано в этой заповеди». 

### Области
На территории Даргинии в разное время создавались различные государственные образования и вольные общества, доподлинно известно о некоторых из них:
- Кайтагское уцмийство — феодальное государство кайтагцев и южных кумыков в V—XIX веках. Занимало территорию современного Кайтагского района, в разные годы также территории Дахадаевского, Каякентского, Табасаранского и Карабудахкентского районов Дагестана.
- Зирихгеран — даргинско-кубачинское средневековое государственное образование, существовавшее в горном Дагестане в период с VI века по XV век.
- Шандан — средневековое государственное образование. Первое упоминание в VIII веке н.э. После XI — XII вв. н.э. перестает существовать.[11]
- Филан — средневековое образование на территории современного Дагестана. Точная локализация не установлена, но среди историков существует несколько версий относительно ее локализации. По самой распространенной - Филан располагался на территориях современных Левашинского и Акушинского районов.
- Ал-Карах — средневековое образование на территории современного Дахадаевского района, республики Дагестан.
- Акуша-Дарго — союз вольных обществ даргинцев с центром в Акуша.
- Сюрга (дарг. СирхIя) — один из крупных даргинских союзов сельских общин Дагестана. Также является исторической и географической областью (провинцией) в Дагестане.
- Каба-Дарго — вольные общество даргинцев с центром в Урахи.
- Буркун-Дарго — вольные общество даргинцев, занимал территорию между Кази-кумухским ханством на западе с агулами и рутульцами - юге, Акуша-Дарго на севере, с Сюргинским союзом и Кайтагским Уцмийством на северо-востоке.
- Гуцул-Дарго — вольное общество даргинцев с центром в селении Чираг и историческая область в Дагестане на части территории современного Агульского района. Является самой южной областью расселения даргинцев.
- Муйра — даргинское вольное общество с центром в селении Калкни на территории современного Дахадаевского района Дагестана. Общество было частью Кайтагского уцмийства.
- Ганк — даргинское вольное общество с центром в селе Кища на территории современного Дахадаевского района Дагестана.
- Гапш — даргинское вольное общество с центром в селении Уркарах, существовавшее внутри Кайтагского уцмийства и занимавшее часть нынешнего Дахадаевского района Дагестана.

## Наши дни
На сегодняшний день, область исторического расселения даргинцев поделена между несколькими районами Дагестана, в пяти из которых составляют большинство:
| Район                   | Численность даргинцев, чел. | Доля от всего населения, % |
| ----------------------- | --------------------------- | -------------------------- |
| Левашинский район       | 54,070                      | 76,5 %                     |
| Акушинский район        | 51,407                      | 96,0 %                     |
| Дахадаевский район      | 36,344                      | 99,01 %                    |
| Кайтагский район        | 28,274                      | 90,14 %                    |
| Сергокалинский район    | 26,838                      | 98,91 %                    |
| Карабудахкентский район | 23,622                      | 32,35 %                    |
| Каякентский район       | 22,894                      | 42,33 %                    |
| Кизлярский район        | 16,259                      | 20,89%                     |
| Буйнакский район        | 9,819                       | 13,38 %                    |
| Тарумовский район       | 9,554                       | 26,99%                     |
| Дербентский район       | 8,856                       | 8,35%                      |
| Хасавюртовский район    | 7,613                       | 5,39%                      |
| Бабаюртовский район     | 2,767                       | 6,05%                      |
| Кумторкалинский район   | 2,089                       | 8,41%                      |
| Ногайский район         | 1,475                       | 8,16%                      |
| Агульский район         | 797                         | 5,94 %                     |
| Гунибский район         | 700                         | 2,77 %                     |
| всего                   | 303,378                     | 100,00 %                   |

Данные Всероссийской переписи населения
 2010 года.